# Чудная (деревня)
Чудная — деревня в Башмаковском районе Пензенской области России, расположенная в 8 км к юго-востоку от села Каменка по дороге Соседка-Каменка. Входит в состав Бояровского сельсовета. 

## Физико-географическая характеристика
Чудная находится в восточной части Тамбовской равнины, в природной зоне лесостепей. Высота над уровнем моря в пределах 150-200 м. Климат умеренно-континентальный, средняя температура января -11,5ºС; температура июля +19,5ºС. Средняя высота снежного покрова - 29 см, глубина промерзания почвы - 81 см, среднее годовое количество осадков - 515 мм. Вегетационный период продолжается в среднем 176 дней. Преобладающее направление ветра в летний период - южное и юго-восточное, в зимний - юго-восточное. Через деревню протекает ручей Шушля, впадающий в реку Орьев - левый приток Выши. По ходу течения ручей в деревне образует запруды. Почвы представлены выщелоченным черноземом.  

## Население
| Год                   | 1862 | 1883 | 1897 | 1913 | 1926 | 1934 | 1939 | 1959 | 1979 | 1989 | 1996 | 2004 | 2010 |
| --------------------- | ---- | ---- | ---- | ---- | ---- | ---- | ---- | ---- | ---- | ---- | ---- | ---- | ---- |
| Численность населения | 418  | 592  | 580  | 807  | 831  | 838  | 620  | 481  | 271  | 176  | 164  | 109  | 95   |

## История
До отмены крепостного права деревня принадлежала Эммануилу Дмитриевичу Нарышкину. С 1935 г. в деревня — центральная усадьба колхоза «Красная Армия».